# Ternant-les-Eaux
Ternant-les-Eaux è un comune francese di 46 abitanti situato nel dipartimento del Puy-de-Dôme nella regione dell'Alvernia-Rodano-Alpi.

## Società

### Evoluzione demografica
Abitanti censiti